# Mark Lewisohn

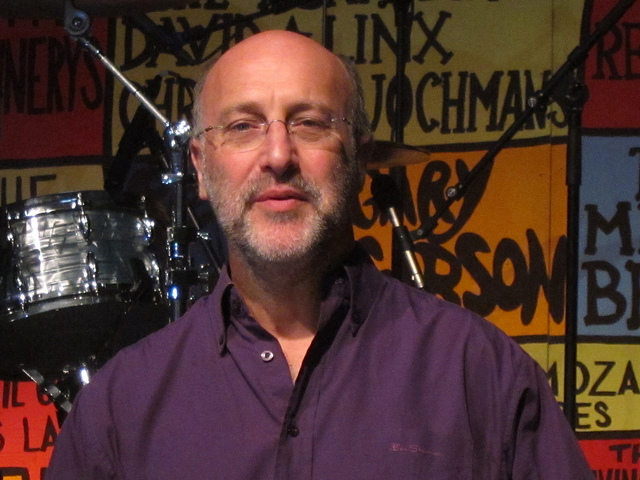
Mark Lewisohn tháng 10 năm 2012

Mark Lewisohn (sinh ngày 16 tháng 6 năm 1958) là một tác gia và sử học người Anh. Ông được biết đến nhiều nhất là người viết sử cho ban nhạc huyền thoại The Beatles.
Trong sự nghiệp của mình, Lewisohn là thành viên của EMI, MPL Communications và sau đó là Apple. Ông viết vô vàn các tài liệu về The Beatles, kèm với đó là các bài nghiên cứu sâu rộng theo các chủ đề, với công cuộc tìm tòi chuyên sâu, thậm chí tới cụ thể ngày mà John Lennon lần đầu gặp Paul McCartney.
Những cuốn sách quan trọng nhất của ông bao gồm The Beatles Live! (1986) rồi sau đó The Complete Beatles Recording Sessions: The Official Story of the Abbey Road Years (1987), The Beatles: 25 Years In The Life (1988), The Beatles Day by Day (1990), The Complete Beatles Chronicle (1992), The Beatles London (1994, viết cùng Piet Schreuders và Adam Smith). Các ấn phẩm của ông ngoài sách còn có các video, bài phỏng vấn, ảnh, phim, băng ghi âm các buổi phát thanh, các chuyến lưu diễn cũng như hoạt động phòng thu của ban nhạc.
Lewisohn còn tham gia cộng tác và tư vấn cho các cuốn sách khác về The Beatles, bao gồm Recording The Beatles của Brian Kehew và Kevin Ryan, Beatles Gear của Andy Babiuk, Komm, Gib Mir Deine Hand của Thorsten Knublauch và Axel Korinth (tiếng Đức). Ông cũng đóng góp vào In My Life: Lennon Remembered - serie phát thanh về John Lennon của đài BBC, biên tập cuốn Wingspan của Paul McCartney, đồng thời quản lý và biên tập fanclub Club Sandwich của chính McCartney.
Ông được mời tham gia vào các dự án quan trọng về lịch sử The Beatles, trong đó có Flaming Pie, Band on the Run: 25th Anniversary Edition và Wingspan: Hits and History. Lewisohn cũng là người viết lời tựa cho các album Produced by George Martin - 50 Years in Recording, 1 và The Capitol Albums, Volume 1 của The Beatles. Ông cũng là một trong những người hoàn thiện dự án The Beatles Anthology.
Năm 2005, Lewisohn bắt đầu viết bộ sử lớn về The Beatles gồm 3 tập, dự tính hoàn thành vào năm 2018. Phần 1 đã được phát hành vào tháng 9 năm 2011.
Ngoài The Beatles, Lewisohn cũng tham gia viết nhiều sách khác, có thể kể tới Funny, Peculiar (2002) viết về Benny Hill. Ông cộng tác với BBC Guide to Comedy trong chương trình hài Radio Times Guide to TV Comedy (1998-2003), biên tập cuốn Hendrix: Setting The Record Straight của John McDermott và Eddie Kramer, cũng như viết bài cho tạp chí Radio Times và Match of the Day.
Lewisohn hiện đang sống cùng vợ và hai con tại Hertfordshire, Anh.